# Vuelta a Austria 2015
La Vuelta a Austria 2015 se disputó entre el 4 y el 12 de julio. La carrera como fue habitual contó con 8 etapas, comenzando en Viena y finalizando en Bregenz tras recorrer 1.466,3 km. De las 8 etapas, una fue una contrarreloj por equipos, dos finales en alto y entre esos están las dos etapas de alta montaña, tres de media montaña y otras tres de etapas llanas.
La carrera formó parte del UCI Europe Tour 2015, dentro de la categoría 2.HC (máxima categoría de estos circuitos).
El ganador final fue Víctor de la Parte (al hacerse con las dos etapas montañosas). Le acompañaron en el podio Ben Hermans y Jan Hirt, respectivamente.
En las otras clasificaciones secundarias se impusieron Felix Großschartner (montaña), Jan Tratnik (puntos), BMC Racing (equipos) y Stefan Denifl (austriacos).

## Equipos participantes
Tomaron parte en la carrera 20 equipos: 6 de categoría UCI ProTeam, 5 de categoría Profesional Continental; y 9 de categoría Continental. Formando así un pelotón de 158 ciclistas, con 8 ciclistas cada equipo, de los que acabaron 130. Los equipos participantes fueron:
| Equipo                        | Cód. UCI | Categoría               |
| ----------------------------- | -------- | ----------------------- |
| Team Katusha                  | KAT      | UCI ProTeam             |
| Tinkoff-Saxo                  | TCS      | UCI ProTeam             |
| BMC Racing Team               | BMC      | UCI ProTeam             |
| AG2R-La Mondiale              | ALM      | UCI ProTeam             |
| Team Cannondale-Garmin        | TCG      | UCI ProTeam             |
| IAM Cycling                   | IAM      | UCI ProTeam             |
| CCC Sprandi Polkowice         | CCC      | Profesional Continental |
| Team Marseille 13-KTM         | M13      | Continental             |
| Cofidis, Solutions Crédits    | COF      | Profesional Continental |
| Wanty-Groupe Gobert           | WGG      | Profesional Continental |
| MTN-Qhubeka                   | MTN      | Profesional Continental |
| Cult Energy Pro Cycling       | CLT      | Profesional Continental |
| Team Felbermayr-Simplon Wels  | RWS      | Continental             |
| Roompot Oranje Peloton        | ROP      | Profesional Continental |
| Bardiani CSF                  | BAR      | Profesional Continental |
| Tirol Cycling Team            | TIR      | Continental             |
| Team Vorarlberg               | VBG      | Continental             |
| Amplatz-BMC                   | AMP      | Continental             |
| Hrinkow Advarics Cycleangteam | HAC      | Continental             |
| WSA-Greenlife                 | WSA      | Continental             |

## Etapas
| Etapa   | Fecha       | Recorrido                                | km        | Ganador            | Líder              |
| Prólogo | 4 de julio  | Viena-Viena                              | 5,3 (CRE) | Katusha            | Rüdiger Selig      |
| 1ª      | 5 de julio  | Mörbisch-Scheibbs                        | 207       | Sondre Enger       | Gerald Ciolek      |
| 2ª      | 6 de julio  | Litschau-Grieskirchen                    | 196       | David Tanner       | Gerald Ciolek      |
| 3ª      | 7 de julio  | Windischgarsten-Judendorf/Straßengel     | 185       | Rick Zabel         | Ángel Vicioso      |
| 4ª      | 8 de julio  | Stift Rein/Gratwein-Villach-Dobratsch    | 205       | Víctor de la Parte | Jan Hirt           |
| 5ª      | 9 de julio  | Faaker See/Drobollach-Matrei in Osttirol | 175       | Johann Van Zyl     | Jan Hirt           |
| 6ª      | 10 de julio | Lienz-Kitzbüheler Horn                   | 169       | Víctor de la Parte | Víctor de la Parte |
| 7ª      | 11 de julio | Kitzbühel-Innsbruck                      | 139       | Lukas Pöstlberger  | Víctor de la Parte |
| 8ª      | 12 de julio | Innsbruck-Bregenz                        | 185       | Moreno Moser       | Víctor de la Parte |

## Clasificaciones finales

### Clasificación general
| Posición | Ciclista           | Equipo                | Tiempo          |
| -------- | ------------------ | --------------------- | --------------- |
|          | Víctor de la Parte | Vorarlberg            | 36 h 5 min 54 s |
| 2º       | Ben Hermans        | BMC Racing            | a 1 min 21 s    |
| 3º       | Jan Hirt           | CCC Sprandi Polkowice | a 1 min 32 s    |
| 4º       | Brent Bookwalter   | BMC Racing            | a 2 min 13 s    |
| 5º       | Natnael Berhane    | MTN-Qhubeka           | a 2 min 16 s    |
| 6º       | Egor Silin         | Katusha               | a 3 min 00 s    |
| 7º       | Pierre Latour      | Ag2r La Mondiale      | a 3 min 12 s    |
| 8º       | Thomas Degand      | IAM                   | a 3 min 16 s    |
| 9º       | Paweł Poljański    | Tinkoff-Saxo          | a 3 min 20 s    |
| 10º      | Stefan Denifl      | IAM                   | a 3 min 24 s    |

### Clasificación de la montaña
| Posición | Ciclista            | Equipo                  | Puntos |
| -------- | ------------------- | ----------------------- | ------ |
|          | Felix Großschartner | Felbermayr-Simplon Wels | 48     |
| 2º       | Julien El Fares     | Marseille 13-KTM        | 40     |
| 3º       | Víctor de la Parte  | Vorarlberg              | 32     |

### Clasificación por puntos
| Posición | Ciclista         | Equipo      | Puntos |
| -------- | ---------------- | ----------- | ------ |
|          | Jan Tratnik      | Amplatz-BMC | 62     |
| 2º       | David Tanner     | IAM         | 39     |
| 3º       | Brent Bookwalter | BMC Racing  | 32     |

### Clasificación por equipos
| Posición | Equipo                       | Tiempo            |
| -------- | ---------------------------- | ----------------- |
|          | BMC Racing                   | 108 h 13 min 58 s |
| 2º       | Tinkoff-Saxo                 | a 4 min 49 s      |
| 3º       | IAM                          | a 4 min 52 s      |
| 4º       | Team Felbermayr-Simplon Wels | a 6 min 04 s      |
| 5º       | CCC Sprandi Polkowice        | a 8 min 57 s      |

## Evolución de las clasificaciones
| Etapa (Vencedor)              | Clasificación general | Clasificación de la montaña | Clasificación por puntos | Clasificación por equipos |
| ----------------------------- | --------------------- | --------------------------- | ------------------------ | ------------------------- |
| Prólogo (CRE) (Katusha)       | Rüdiger Selig         | no se entregó               | no se entregó            | Katusha                   |
| 1ª etapa (Sondre Enger)       | Gerald Ciolek         | Daniel Lehner               | Sondre Enger             | Katusha                   |
| 2ª etapa (David Tanner)       | Gerald Ciolek         | Matthias Krizek             | Gerald Ciolek            | Katusha                   |
| 3ª etapa (Rick Zabel)         | Ángel Vicioso         | Matthias Krizek             | Jan Tratnik              | Katusha                   |
| 4ª etapa (Víctor de la Parte) | Jan Hirt              | Víctor de la Parte          | Jan Tratnik              | BMC Racing                |
| 5ª etapa (Johann Van Zyl)     | Jan Hirt              | Víctor de la Parte          | Jan Tratnik              | BMC Racing                |
| 6ª etapa (Víctor de la Parte) | Víctor de la Parte    | Felix Großschartner         | Jan Tratnik              | BMC Racing                |
| 7ª etapa (Lukas Pöstlberger)  | Víctor de la Parte    | Felix Großschartner         | Jan Tratnik              | BMC Racing                |
| 8ª etapa (Moreno Moser)       | Víctor de la Parte    | Felix Großschartner         | Jan Tratnik              | BMC Racing                |
| Final                         | Víctor de la Parte    | Felix Großschartner         | Jan Tratnik              | BMC Racing                |